# Kees Wijdekop
Cornelis Wijdekop –conocido como Kees Wijdekop– (Ámsterdam, 31 de enero de 1914-Purmerend, 8 de abril de 2008) fue un deportista neerlandés que compitió en piragüismo en la modalidad de aguas tranquilas.
Participó en los Juegos Olímpicos de Berlín 1936, obteniendo una medalla de bronce en la prueba de K2 plegable 10 000 m.

## Palmarés internacional
| Juegos Olímpicos | Juegos Olímpicos   | Juegos Olímpicos  | Juegos Olímpicos     |
| Año              | Lugar              | Medalla           | Evento               |
| ---------------- | ------------------ | ----------------- | -------------------- |
| 1936             | Berlín ( Alemania) | Medalla de bronce | K2 plegable 10 000 m |